# Vriesea
Vriesea Lindl. é um género botânico pertencente à família Bromeliaceae, subfamília Tillandsioideae. O gênero foi nomeado em homenagem ao botânico e físico holandês Willem Hendrik de Vriese (1806-1862).
O gênero Vriesea possui 361 espécies reconhecidas atualmente, a maioria delas do Brasil. Algumas das maiores espécies de bromélias encontram-se neste gênero, as quais abrigam uma grande variedade de insetos.  
Muitas das espécies correspondem a "bromélias tanque", as quais armazenam água como reservatórios. A maioria das vrieseas são plantas epífitas y crescem sobre árvores. As raízes funcionam principalmente como suporte, com um rol mínimo na absorção de nutrientes. Os nutrientes são predominantemente absorvidos a partir dos reservatórios que fazem as rosetas formadas pelas folhas.
Muitas espécies são cultivadas  como plantas decorativas.

## Espécies válidas
Para agosto de 2025, o POWO reconhece como válidas as seguintes espécies:
- Vriesea agostiniana E.Pereira – Rio de Janeiro (Brasil)
- Vriesea alta (Baker) É.Morren ex Mez – Panamá
- Vriesea altimontana E.Pereira & Martinelli – Rio de Janeiro (Brasil)
- Vriesea altobocainensis S.E. Martins & Wand. – Rio de Janeiro (Brasil)
- Vriesea altodaserrae L.B.Sm. – desde Rio de Janeiro até Santa Catarina (Brasil)
- Vriesea altomacaensis A.Costa – Rio de Janeiro
- Vriesea altomayoensis H.Luther & K.F.Norton – Peru
- Vriesea amethystina É. Morren – Espírito Santo e Rio de Janeiro (Brasil)
- Vriesea andreettae Rauh – província Azuay (Equador)
- Vriesea appendiculata (L.B.Sm.) L.B.Sm. – província Loja (Equador)
- Vriesea arachnoidea A.Costa – Minas Gerais e Rio de Janeiro (Brasil)
- Vriesea arpocalyx (André) L.B.Sm. – Equador
- Vriesea atra Mez desde Bahia até Santa Catarina (Brasil)
- Vriesea atrococcinea Rauh – Rio de Janeiro (Brasil)
- Vriesea atropurpurea Silveira – Minas Gerais (Brasil)
- Vriesea aureoramosa F.P. Uribber & A.F. Costa – Espírito Santo (Brasil)
- Vriesea bahiana Leme – Bahia (Brasil)
- Vriesea barbosae J.A.Siqueira & Leme – Pernambuco (Brasil)
- Vriesea barilletii E.Morren – Espírito Santo (Brasil)
- Vriesea baturitensis Versieux & Tomaz – Ceará (Brasil)
- Vriesea biguassuensis Reitz – Santa Catarina (Brasil)
- Vriesea billbergioides E.Morren ex Mez – São Paulo, Minas Gerais e Rio de Janeiro (Brasil)
- Vriesea bituminosa Wawra – Venezuela e leste do Brasil
- Vriesea blackburniana Leme – Bahia (Brasil)
- Vriesea bleheri Roeth & W.Weber – Rio de Janeiro (Brasil)
- Vriesea boeghii H.E.Luther – Loja (Equador)
- Vriesea breviscapa (E.Pereira & I.A.Penna) Leme – Bahia e Espírito Santo (Brasil)
- Vriesea brusquensis Reitz – desde São Paulo até Santa Catarina (Brasil)
- Vriesea cacuminis L.B.Sm. – Minas Gerais (Brasil)
- Vriesea calimaniana Leme & W.Till – Espírito Santo (Brasil)
- Vriesea capixabae Leme – Espírito Santo (Brasil)
- Vriesea carinata Wawra – leste e sul do Brasil
- Vriesea carmeniae R.L. Moura & A.F. Costa Ceará (Brasil)
- Vriesea castaneobulbosa (Mez & Wercklé) J.R.Grant – Costa Rica
- Vriesea cathcartii H.Luther – Equador
- Vriesea cearensis L.B.Sm. Ceará (Brasil)
- Vriesea cereicola (Mez) L.B.Sm. – Peru
- Vriesea chapadensis Leme – Bahia (Brasil)
- Vriesea cipoensis O.B.C.Ribeiro, C.C.Paula & Guarçoni – Minas Gerais (Brasil)
- Vriesea claudiana Leme, Trind.-Lima & O.B.C.Ribeiro – Minas Gerais (Brasil)
- Vriesea clausseniana (Baker) Mez – Minas Gerais (Brasil)
- Vriesea colnagoi E.Pereira & Penna – Espírito Santo (Brasil)
- Vriesea confusa L.B.Sm. Narinho (Colômbia)
- Vriesea corcovadensis (Britton) Mez – desde Bahia até Santa Catarina (Brasil)
- Vriesea correia-arauji E.Pereira & Penna – Rio de Janeiro e São Paulo (Brasil)
- Vriesea crassa Mez – Minas Gerais e Rio de Janeiro (Brasil)
- Vriesea curvispica Rauh – Peru
- Vriesea cylindrica L.B.Sm. – Peru, Equador, Colômbia
- Vriesea debilis Leme – Espírito Santo (Brasil)
- Vriesea declinata Leme – Santa Catarina (Brasil)
- Vriesea delicatula L.B.Sm. – Espírito Santo (Brasil)
- Vriesea densiflora Mez – Minas Gerais (Brasil)
- Vriesea diamantinensis Leme – Minas Gerais (Brasil)
- Vriesea dictyographa Leme – Bahia (Brasil)
- Vriesea dissitiflora (C.Wright) Mez – Cuba
- Vriesea drepanocarpa (Baker) Mez – desde Bahia até Santa Catarina (Brasil)
- Vriesea drewii L.B.Sm. – Equador
- Vriesea duvaliana E.Morren – Bahia (Brasil)
- Vriesea eltoniana E.Pereira & Ivo – Rio de Janeiro (Brasil)
- Vriesea ensiformis (Vell.) Beer – desde Bahia até Santa Catarina (Brasil)
- Vriesea erythrodactylon (E.Morren) E.Morren ex Mez – desde Espírito Santo até Santa Catarina (Brasil)
- Vriesea exaltata Leme – Bahia (Brasil)
- Vriesea fenestralis Linden & André – Espírito Santo e Rio de Janeiro (Brasil)
- Vriesea fidelensis Leme – estado Amazonas (Venezuela)
- Vriesea flammea L.B.Sm. – regiões do nordeste, sudeste e sul do Brasil
- Vriesea flava And.Costa, H.Luther & Wand. – desde São Paulo até Santa Catarina (Brasil)
- Vriesea fluminensis E.Pereira – Rio de Janeiro (Brasil)
- Vriesea fluviatilis E.Pereira – Rio de Janeiro (Brasil)
- Vriesea fontanae Fraga & Leme – Espírito Santo (Brasil)
- Vriesea fontourae B.R.Silva – Rio de Janeiro (Brasil)
- Vriesea fosteriana L.B.Sm. – Espírito Santo (Brasil)
- Vriesea fradensis And.Costa – Rio de Janeiro (Brasil)
- Vriesea friburgensis Mez – Bolivia, Argentina, Paraguay e Brasil
- Vriesea garlippiana Leme – Rio de Janeiro (Brasil)
- Vriesea gelatinosa R.L. Moura & A.F. Costa – Bahia (Brasil)
- Vriesea gigantea Gaudich. – desde Bahia até Santa Catarina (Brasil)
- Vriesea gladioflammans E.Pereira & Reitz – Rio de Janeiro (Brasil)
- Vriesea gracilior (L.B.Sm.) Leme – Espírito Santo (Brasil)
- Vriesea graciliscapa W.Weber – Bahia (Brasil)
- Vriesea gradata (Baker) Mez – sudeste do Brasil
- Vriesea grandiflora Leme – Minas Gerais e Rio de Janeiro (Brasil)
- Vriesea guttata Linden & André – sul do Brasil
- Vriesea harmsiana (L.B.Sm.) L.B.Sm. – Peru
- Vriesea heterostachys (Baker) L.B.Sm. – sul do Brasil
- Vriesea hieroglyphica (Carrière) E.Morren – desde o Espírito Santo até Paraná (Brasil)
- Vriesea hitchcockiana (L.B.Sm.) L.B.Sm. – Equador e Peru
- Vriesea hodgei L.B.Sm. – Colômbia
- Vriesea hoehneana L.B.Sm. – sul do Brasil
- Vriesea hydrophora Ule – sul do Brasil
- Vriesea incurva (Griseb.) Read – Costa Rica, Panama, Cuba, Hispaniola, Jamaica, Colômbia, Venezuela, Guiana, Equador, Bolivia
- Vriesea incurvata Gaudich. – sul do Brasil
- Vriesea inflata (Wawra) Wawra – desde o Espírito Santo até Santa Catarina (Brasil)
- Vriesea interrogatoria L.B.Sm. – desde Minas Gerais até São Paulo (Brasil)
- Vriesea itatiaiae Wawra – sul do Brasil
- Vriesea johnstonii (Mez) L.B.Sm. & Pittendr. – Trinidad, Venezuela, Guiana
- Vriesea jonesiana Leme – São Paulo (Brasil)
- Vriesea jonghei (K.Koch) E.Morren – Trinidad e Tobago, Guiana Francesa, Brasil
- Vriesea joyae E.Pereira & I.A.Penna – Rio de Janeiro (Brasil)
- Vriesea kautskyana E.Pereira & Penna – Espírito Santo e Rio de Janeiro (Brasil)
- Vriesea koideae Rauh – Peru
- Vriesea languida L.B.Sm. – Espírito Santo (Brasil)
- Vriesea laxa Mez – Venezuela
- Vriesea leptantha Harms – Rio de Janeiro (Brasil)
- Vriesea lidicensis Reitz – Rio de Janeiro (Brasil)
- Vriesea lilliputiana Leme – Bahia (Brasil)
- Vriesea limonensis Rauh – Equador
- Vriesea linharesiae Leme & J.A.Siqueira – Bahia (Brasil)
- Vriesea longicaulis (Baker) Mez – desde Bahia até Santa Catarina (Brasil)
- Vriesea longiscapa Ule – sul do Brasil
- Vriesea longisepala A.F. Costa – Bahia (Brasil)
- Vriesea longistaminea C.C.Paula & Leme – Minas Gerais (Brasil)
- Vriesea lubbersii (Baker) E.Morren ex Mez – desde o Espírito Santo até Santa Catarina (Brasil)
- Vriesea macrostachya (Bello) Mez – Cuba, Haiti, Porto Rico, Trinidad; e estado Carabobo na Venezuela
- Vriesea maculosa Mez – Bahia (Brasil)
- Vriesea magna F.p. Uribe & A.F. Costa – Rio de Janeiro (Brasil)
- Vriesea maguirei L.B.Sm. – Venezuela, região norte do Brasil
- Vriesea marceloi Versieux & T. Machado – Minas Gerais (Brasil)
- Vriesea maxoniana (L.B.Sm.) L.B.Sm. – Bolivia e província Salta na Argentina
- Vriesea medusa Versieux – Minas Gerais (Brasil)
- Vriesea melgueiroi I.Ramírez & Carnevali – estado Amazonas (Venezuela)
- Vriesea menescalii E.Pereira & Leme – Espírito Santo (Brasil)
- Vriesea michaelii W.Weber – Rio de Janeiro (Brasil)
- Vriesea microrachis J.Gomes-da-Silva & A.F.Costa – São Paulo e Rio de Janeiro (Brasil)
- Vriesea mimosoensis D.R. Couto, Kessous & A.F Costa – Espírito Santo (Brasil)
- Vriesea minarum L.B.Sm. – Minas Gerais (Brasil)
- Vriesea minor (L.B.Sm.) Leme – Minas Gerais (Brasil)
- Vriesea minuta Leme – Bahia (Brasil)
- Vriesea minutiflora Leme – Bahia (Brasil)
- Vriesea mitoura L.B.Sm. – estado Amazonas (Venezuela) e estado Roraima (Brasil)
- Vriesea modesta Mez – Espírito Santo, Rio de Janeiro (Brasil)
- Vriesea mollis Leme – Rio de Janeiro (Brasil)
- Vriesea monacorum L.B.Sm. – Minas Gerais (Brasil)
- Vriesea morrenii Wawra – Espírito Santo e Rio de Janeiro (Brasil)
- Vriesea mourae Kessous, B. Neves & A.F. Costa – São Paulo e Rio de Janeiro (Brasil)
- Vriesea muelleri Mez – desde São Paulo até Santa Catarina (Brasil)
- Vriesea nanuzae Leme – Minas Gerais (Brasil)
- Vriesea neoglutinosa Mez – desde Bahia até Santa Catarina (Brasil)
- Vriesea noblickii Martinelli & Leme – Bahia (Brasil)
- Vriesea nubicola Leme – Rio de Janeiro (Brasil)
- Vriesea olmosana L.B.Sm. – Bahia e Minas Gerais (Brasil)
- Vriesea organensis Kessous & A.F. Costa – Rio de Janeiro (Brasil)
- Vriesea oxapampae Rauh – província Pasco (Peru)
- Vriesea pabstiiMcWill. & L.B.Sm. – Espírito Santo, São Paulo (Brasil)
- Vriesea paradoxa Mez – Bahia (Brasil)
- Vriesea paraibica Wawra – Rio de Janeiro (Brasil)
- Vriesea paratiensis E.Pereira – desde Rio de Janeiro até Paraná (Brasil)
- Vriesea pardalina Mez – sul do Brasil
- Vriesea parviflora L.B.Sm. – Espírito Santo (Brasil)
- Vriesea parvula Rauh – São Paulo (Brasil)
- Vriesea pastuchoffiana Glaz. ex Mez – Rio de Janeiro (Brasil)
- Vriesea pauciflora Mez – Rio de Janeiro (Brasil)
- Vriesea pauperrima E.Pereira – nordeste, sudeste e sul do Brasil
- Vriesea penduliflora L.B.Sm. – Minas Gerais e Rio de Janeiro (Brasil)
- Vriesea penduliscapa Rauh – Moreno-Santiago (Equador)
- Vriesea pereirae L.B.Sm. – Espírito Santo (Brasil)
- Vriesea petraea (L.B.Sm.) L.B.Sm. – província El Oro (Equador)
- Vriesea philippocoburgii Wawra – desde Rio de Janeiro até Rio Grande do Sul (Brasil)
- Vriesea pinottii Reitz – sul do Brasil
- Vriesea piscatrix Versieux & Wand. – Minas Gerais (Brasil)
- Vriesea platynema Gaudich. – Cuba, Jamaica, Trinidad, Venezuela, Guiana, Brasil e província Misiones da Argentina
- Vriesea platzmannii E.Morren – sul do Brasil
- Vriesea pleiosticha (Griseb.) Gouda – Costa Rica, Panama, Trinidad, Venezuela, Guianas, Peru, Equador e norte do Brasil
- Vriesea poenulata (Baker) E.Morren ex Mez – Espírito Santo e Rio de Janeiro (Brasil)
- Vriesea portentosa Leme – Minas Gerais (Brasil)
- Vriesea procera (Mart. ex Schult. & Schult.f.) Wittm. – Trinidad, Venezuela, Guianas, Peru, Equador, Brasil, Paraguai, Bolívia e Argentina
- Vriesea psittacina (Hook.) Lindl. – Brasil e Paraguai
- Vriesea pulchra Leme & L.Kollmann – Espírito Santo (Brasil)
- Vriesea punctulata E.Pereira & I.A.Penna – Rio de Janeiro (Brasil)
- Vriesea racinae L.B.Sm. – Espírito Santo e Minas Gerais (Brasil)
- Vriesea rafaelii Leme – Minas Gerais (Brasil)
- Vriesea rastrensis Leme – Santa Catarina (Brasil)
- Vriesea rectifolia Rauh – Pernambuco (Brasil)
- Vriesea recurvata Gaudich. – Bahia (Brasil)
- Vriesea regnellii Mez – Minas Gerais e Rio de Janeiro (Brasil)
- Vriesea reitzii Leme & And.Costa – sul do Brasil
- Vriesea repandostachys Leme – Espírito Santo (Brasil)
- Vriesea revoluta B.R.Silva – Espírito Santo (Brasil)
- Vriesea rhodostachys L.B.Sm. – Bahia e Espírito Santo (Brasil)
- Vriesea roberto-seidelii W.Weber – Bahia (Brasil)
- Vriesea robusta (Griseb.) L.B.Sm. – Colômbia e Venezuela
- Vriesea rodigasiana E.Morren – desde Bahia até Santa Catarina (Brasil)
- Vriesea roethii W.Weber – Rio de Janeiro (Brasil)
- Vriesea rubens J.Gomes-da-Silva & A.F.Costa – Santa Catarina (Brasil)
- Vriesea rubra (Ruiz & Pav.) Beer – Trinidad, Venezuela, Colômbia, Peru, Brasil, Guiana
- Vriesea rubrobracteata Rauh – Colômbia
- Vriesea rubroviridis F.P. Uribbe & A.F.Costa – desde São Paulo até Rio Grande do Sul (Brasil)
- Vriesea rubyae E.Pereira – Rio de Janeiro (Brasil)
- Vriesea ruschii L.B.Sm. – Minas Gerais, Bahia, Espírito Santo (Brasil)
- Vriesea saltensis Leme & L. Kollmann – Minas Gerais (Brasil)
- Vriesea sanctaparecidae Leme – Minas Gerais (Brasil)
- Vriesea sanfranciscana Versieux & Wand. – Minas Gerais (Brasil)
- Vriesea santaleopoldinensis Leme & L.Kollmann – Espírito Santo (Brasil)
- Vriesea saundersii (Carrière) E.Morren – Rio de Janeiro (Brasil)
- Vriesea saxicola L.B.Sm. – Minas Gerais (Brasil)
- Vriesea sazimae Leme – Minas Gerais e São Paulo (Brasil)
- Vriesea scalaris E.Morren – Venezuela e Brasil
- Vriesea sceptrum Mez – desde Bahia até São Paulo (Brasil)
- Vriesea schultesiana L.B.Sm. – Colômbia
- Vriesea schunkii Leme – Espírito Santo (Brasil)
- Vriesea schwackeana Mez – desde Bahia até São Paulo (Brasil)
- Vriesea secundiflora Leme – Rio de Janeiro e São Paulo (Brasil)
- Vriesea segadas-viannae L.B.Sm. – Minas Gerais (Brasil)
- Vriesea seideliana W.Weber – Espírito Santo (Brasil)
- Vriesea serrana E.Pereira & I.A.Penna – Rio de Janeiro (Brasil)
- Vriesea serranegrensis Leme – Minas Gerais (Brasil)
- Vriesea silvana Leme – Bahia (Brasil)
- Vriesea simplex (Vell.) Beer – Trinidad, Venezuela, Colômbia, Brasil
- Vriesea simulans Leme – Minas Gerais (Brasil)
- Vriesea sincorana Mez – Bahia (Brasil)
- Vriesea skotakii (Baker)H.Luther. & K.F.Norton – Panama
- Vriesea socialis L.B.Sm. – Colômbia, Venezuela
- Vriesea sparsiflora L.B.Sm. – desde Espírito Santo até São Paulo (Brasil)
- Vriesea speckmaieri W.Till – estado Carabobo (Venezuela)
- Vriesea stricta L.B.Sm. – Minas Gerais (Brasil)
- Vriesea sucrei L.B.Sm. & Read – Rio de Janeiro (Brasil)
- Vriesea sulcata L.B.Sm. – estado Amazonas (Venezuela)
- Vriesea takahashiana Leme & W.Till – Bahia (Brasil)
- Vriesea taritubensis E.Pereira & I.A.Penna – Rio de Janeiro e São Paulo (Brasil)
- Vriesea teresopolitana Leme – Rio de Janeiro (Brasil)
- Vriesea thyrsoidea Mez – Rio de Janeiro (Brasil)
- Vriesea tijucana E.Pereira – leste do Brasil
- Vriesea triangularis Reitz – Santa Catarina (Brasil)
- Vriesea triligulata Mez – Rio de Janeiro (Brasil)
- Vriesea tubipetala Leme & R.L.Moura – Minas Gerais (Brasil)
- Vriesea unilateralis (Baker) Mez – desde Espírito Santo até Santa Catarina (Brasil)
- Vriesea vagans (L.B.Sm.) L.B.Sm. – nordeste, sudestre e sul do Brasil
- Vriesea vexillata L.B.Sm. – Espírito Santo (Brasil)
- Vriesea vidalii L.B.Sm. & Handro – Rio de Janeiro (Brasil)
- Vriesea vulpinoidea L.B.Sm. – desde São Paulo até Santa Catarina (Brasil)
- Vriesea wawrana Antoine – desde Bahia até Rio de Janeiro (Brasil)
- Vriesea weberi E.Pereira & I.A.Penna – Espírito Santo (Brasil)
- Vriesea wuelfinghoffii Rauh & E.Gross – província Azuay (Equador)
- Vriesea wurdackii L.B.Sm. – estado Amazonas (Venezuela)
- Vriesea zildae R.L.Moura & A.F.Costa – Rio de Janeiro (Brasil)
- Vriesea x brueggemannii J.Z. Matos, M.B.Crespo & Juan – Santa Catarina (Brasil)
- Vriesea x morreniana É. Morren – sudeste e sul do Brasil
- Vriesea x retroflexa É. Morren – sudeste do Brasil
- Waltillia hatschbachii (L.B.Sm. & Read) Leme, Barfuss & Halbritt – Minas Gerais (Brasil)

## Galeria de fotos

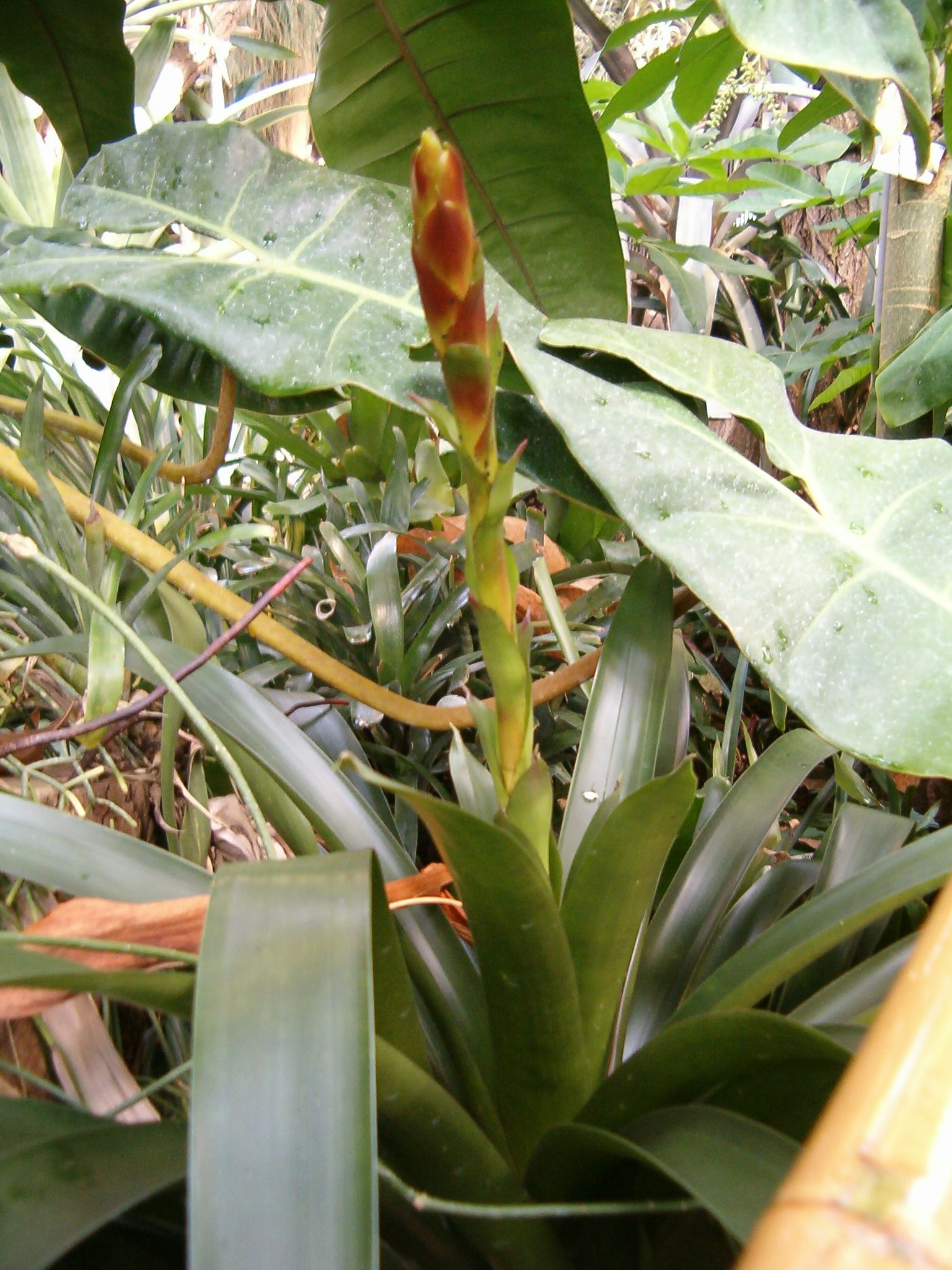
Vriesea schwackeana
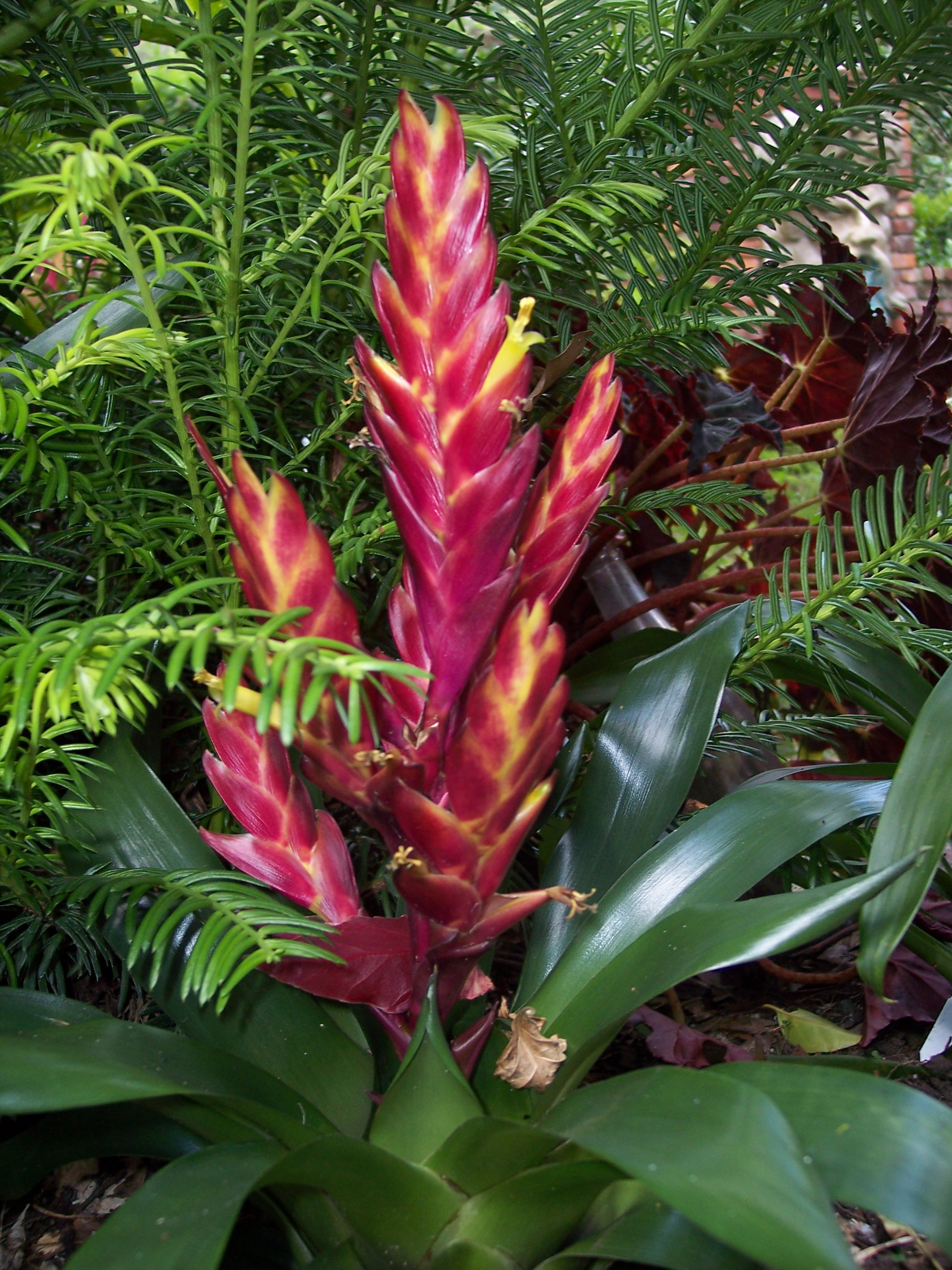
Vriesea em floração
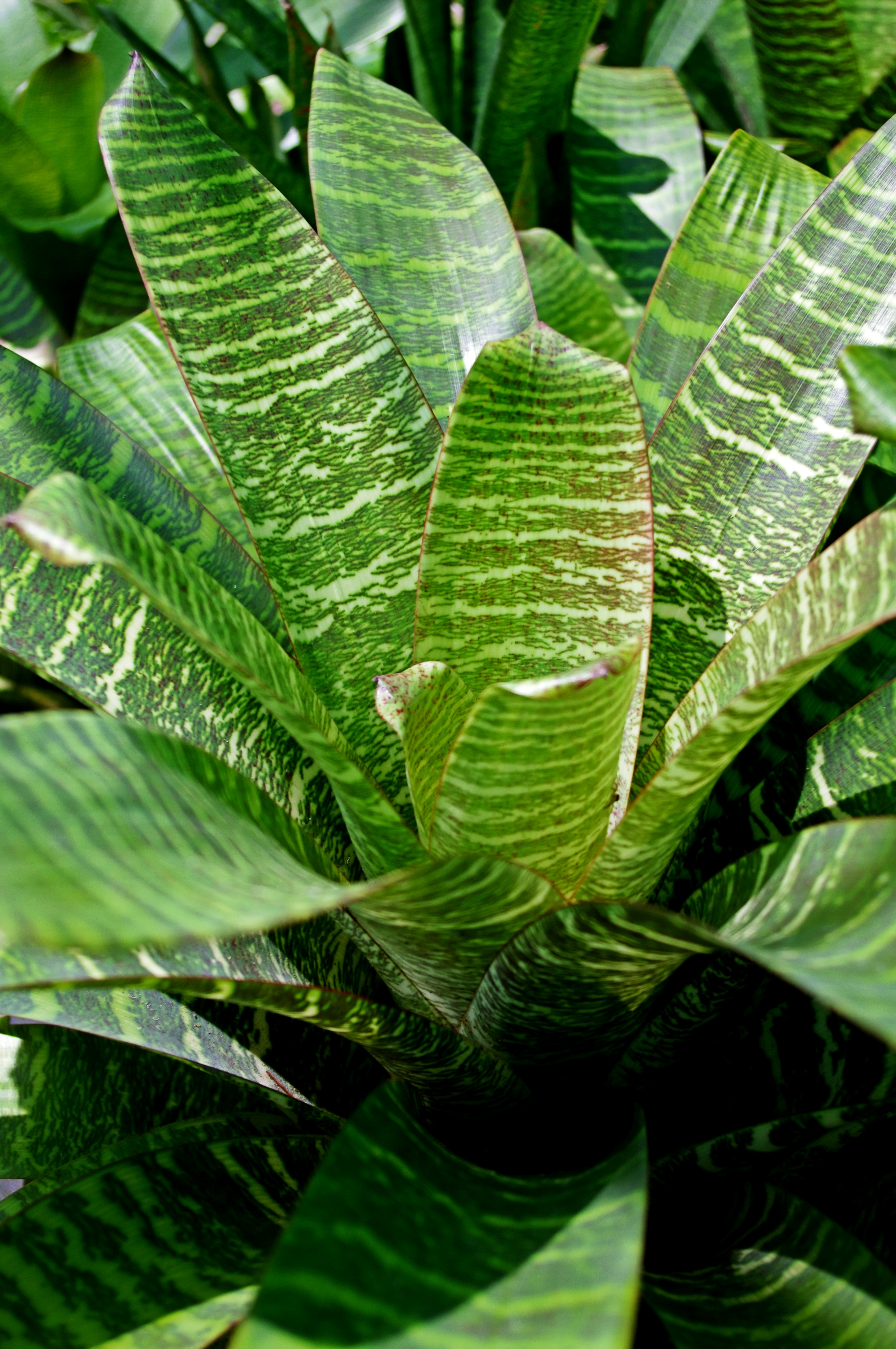
Vriesea hieroglyphica
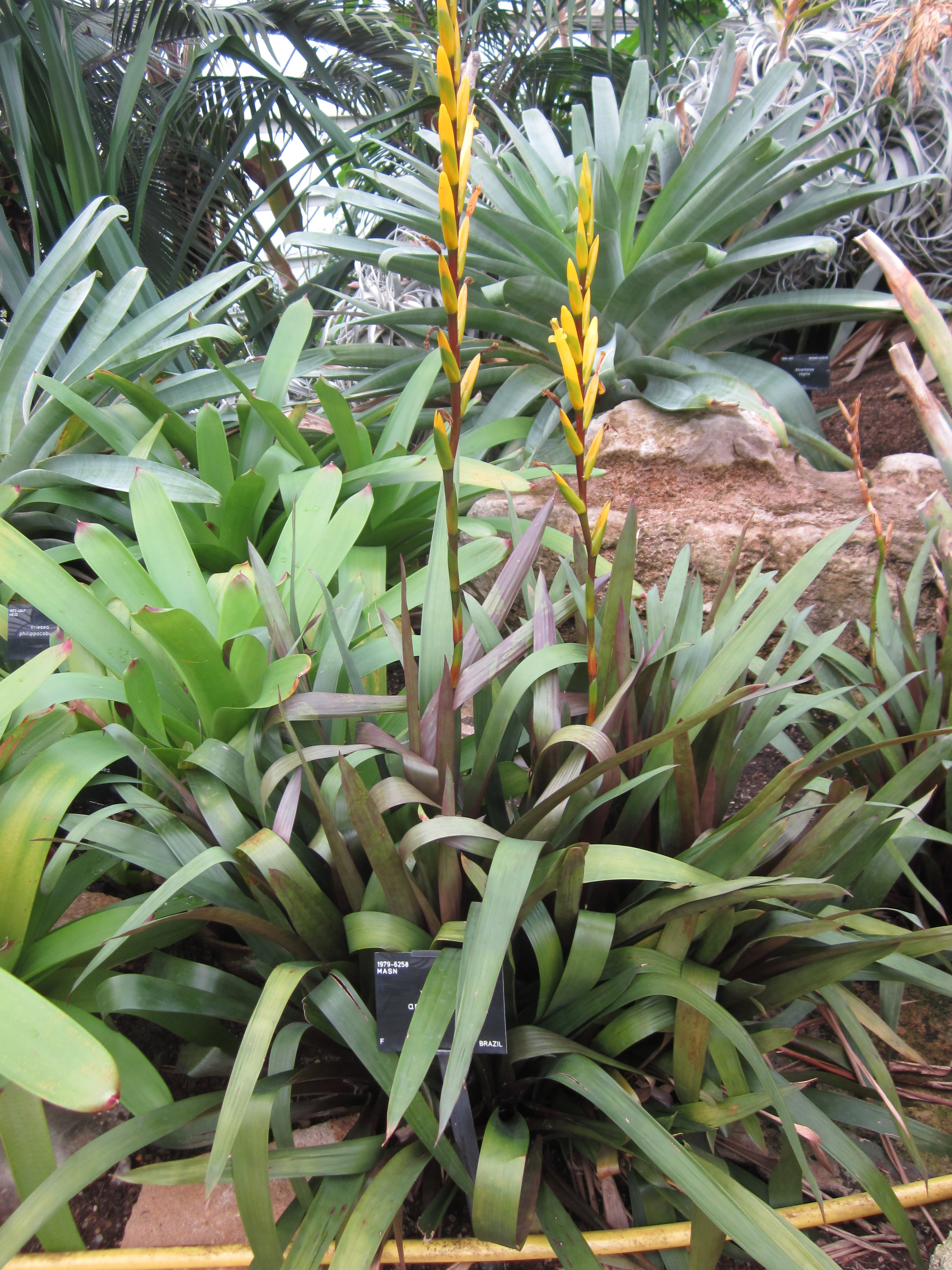
Vriesea amethystina
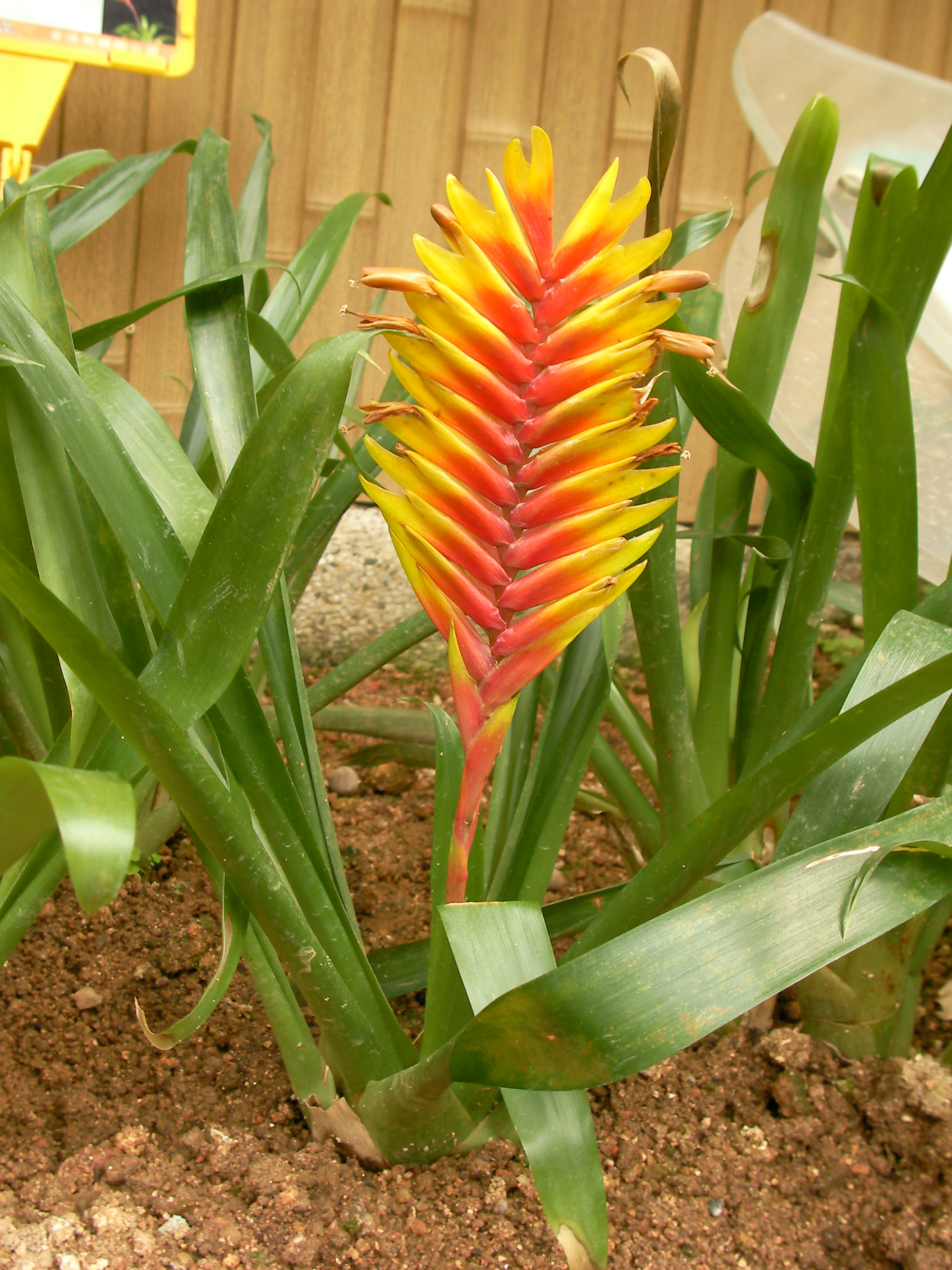
Vriesea carinata

## Literatura
- Werner Rauh: Bromelien, Verlag Eugen Ulmer, Stuttgart 1990, ISBN 3-8001-6371-3